# Ad Wouters (kunstenaar)

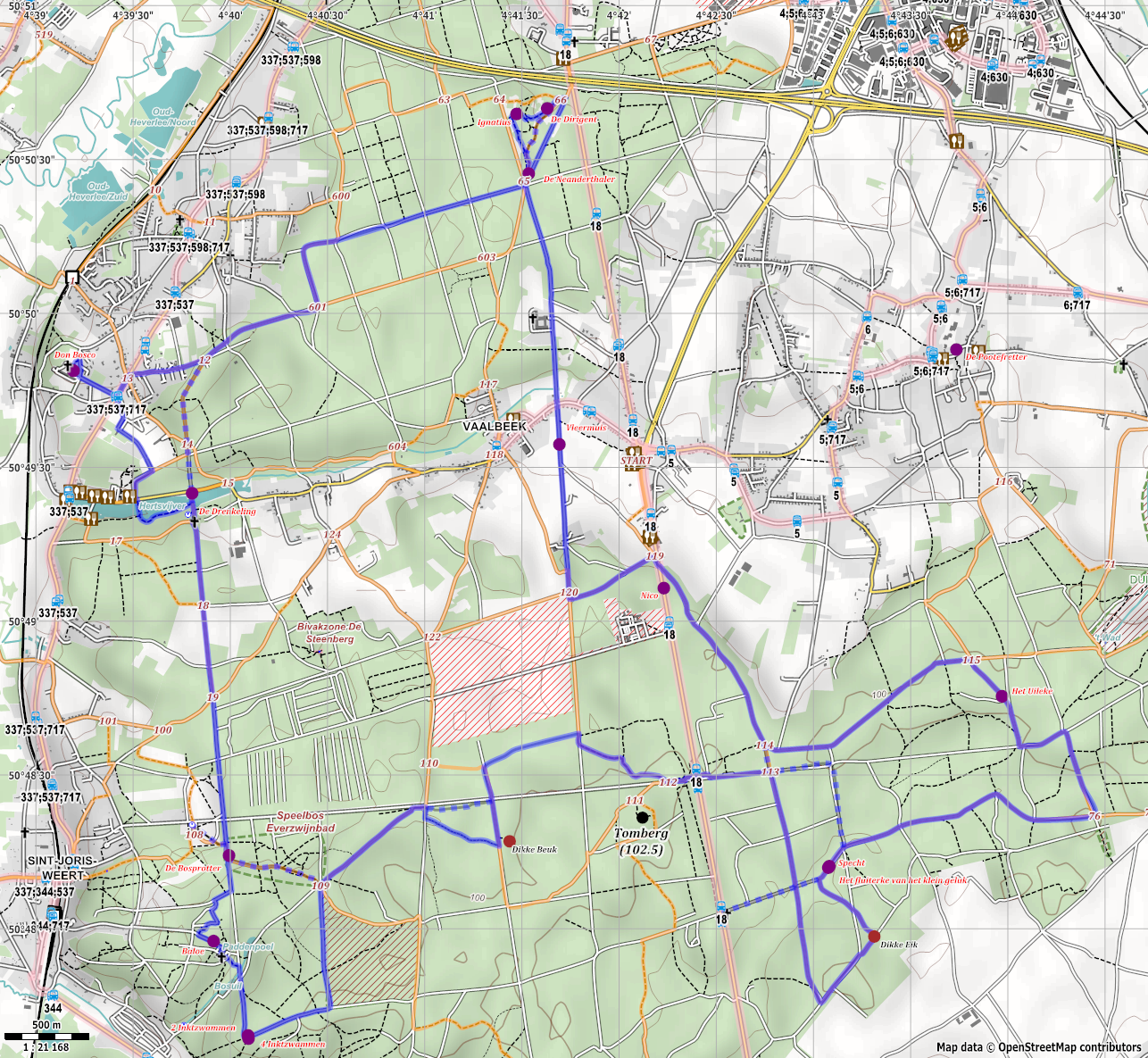
Plattegrond van uitgebreid Pad van Ad

Ad Wouters (Dordrecht) is een in Nederland geboren kunstenaar, die in België actief is in de omgeving van Leuven. Wouters is voornamelijk bekend om zijn houtsnijwerk.

## Biografie
Wouters werd geboren in Dordrecht. Vanaf zijn 13e levensjaar werkte hij als stukadoor en metser. Op zijn 22e reisde hij, als vrijwilliger voor de Belgische liefdadigheidsorganisatie Bouworde, naar Afrika. Na deze reis vestigde hij zich in Haasrode, waar hij restaurator werd. Door een arbeidsongeval in de jaren 90 raakte hij arbeidsongeschikt. Wouters ontwikkelde zich hierna als kunstenaar.

## Stijl
Wouters creëert houtsnedes, die hij veelal maakt uit boomstammen of recuperatiematerialen. Wouters maakte zijn eerste publiek toegankelijke beeld, De Bosprotter in opdracht van de boswachters in het Meerdaalwoud in het jaar 2000. Sindsdien schiep hij in het Heverleebos en het Meerdaalwoud diverse beelden uit afgestorven eikenbomen.
Hoewel Wouters vooral bekend is om zijn houtsnijwerken, werkt hij ook met gips, gecoat polyester en steen.
Wouters stelt zijn werken vrij tentoon en biedt ze ook niet te koop aan, zodat iedereen er plezier aan kan hebben.

## Pad van Ad
Sinds 5 oktober 2008 staat er een fietsroute uitgezet, die de fietser of wandelaar langs de kunstwerken van Wouters voert. Op dit Pad van Ad staan over een lengte van 25 kilometer de meeste van zijn eiken beeldhouwwerken in het Heverleebos en het Meerdaalwoud.

### Het Pad van Ad voert langs de volgende sculpturen
- De Dirigent (2007)
- Ignatius (2008)[6]
- De Neanderthaler (2008)
- Vleermuis (2006)
- Het Uileke (2003)
- Specht (2005)
- 't Fluiterke van 't schoon geluk (2005)
- Inktzwammen (2007)
- Baloe (2010)
- De Bosprotter (2000)
- De Drenkeling (2014), kunstwerk tussen de vijvers van de Zoete Waters in Oud-Heverlee, vlak bij de Minnebron en de Kapel van Onze-Lieve-Vrouw van Steenbergen

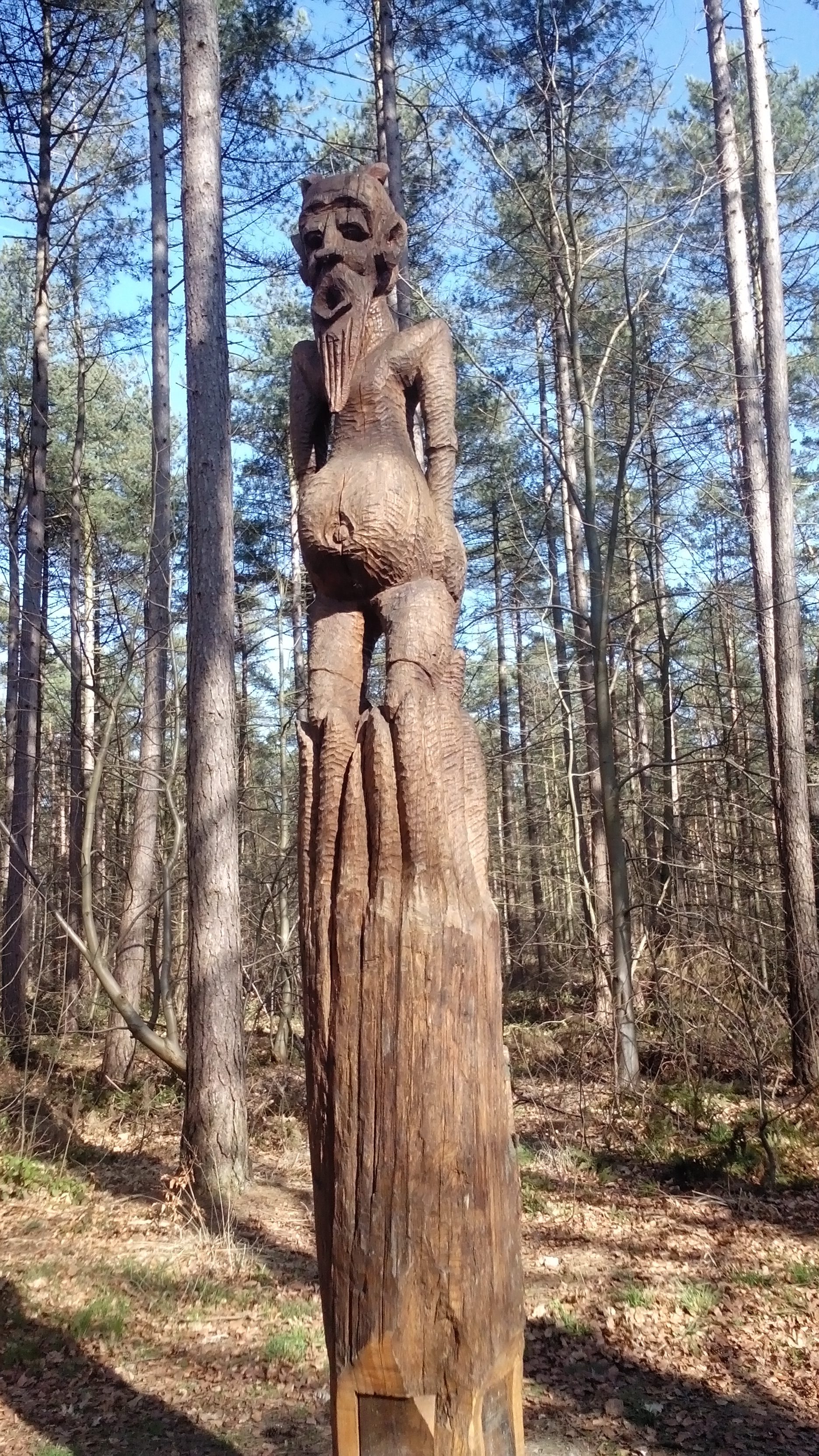
De Bosprotter (2000)
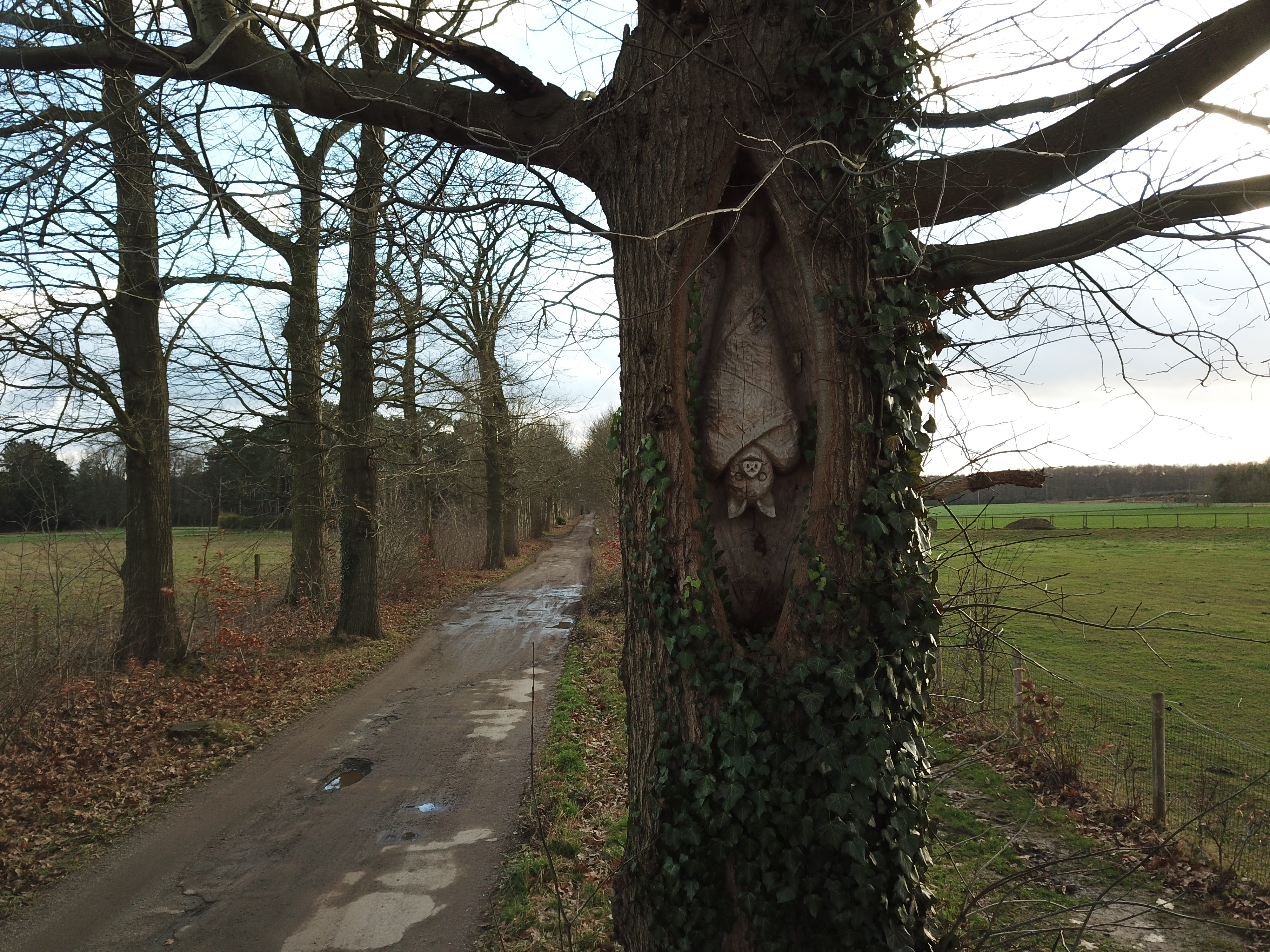
Vleermuis (2006)
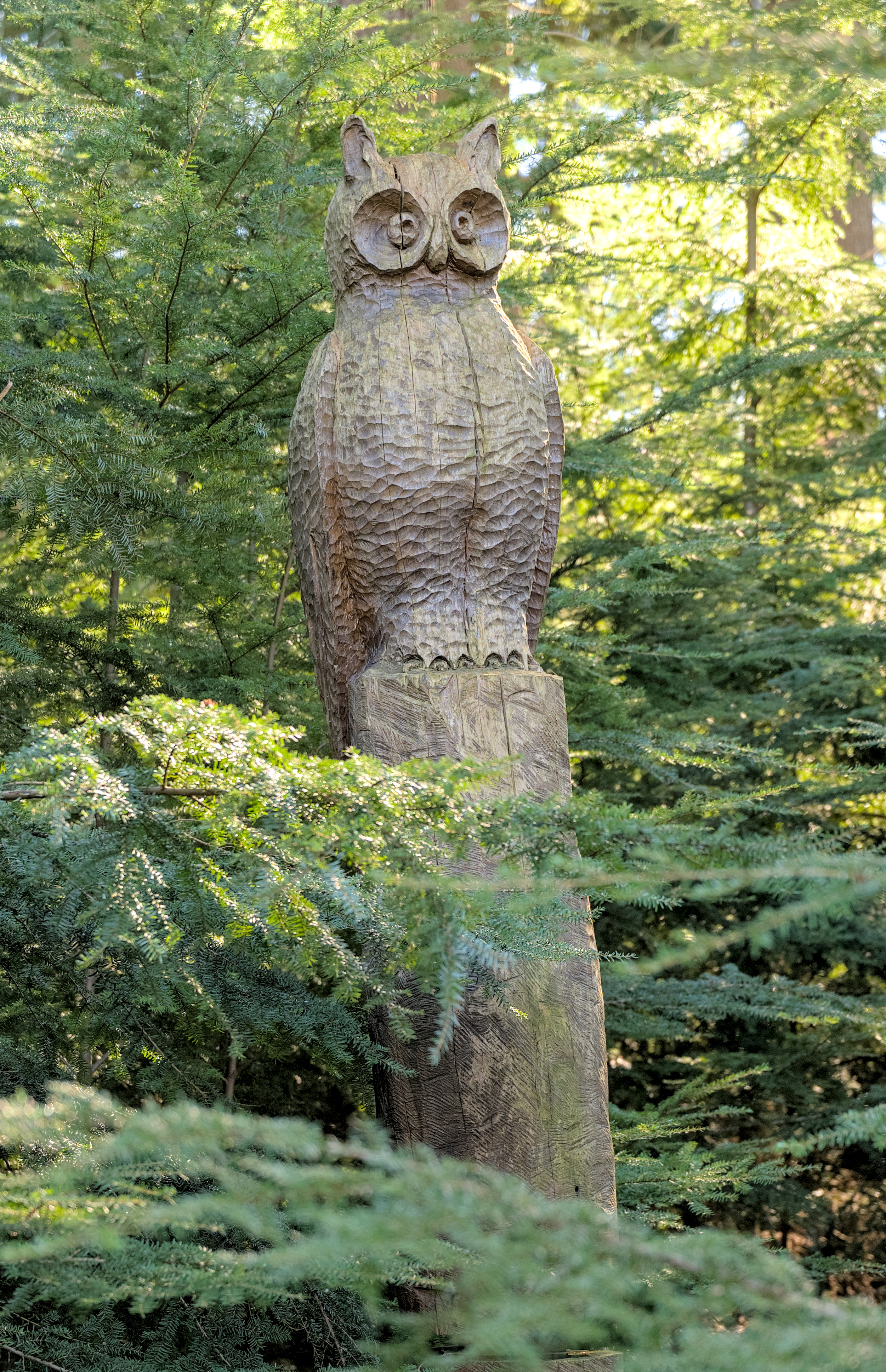
Ignatius (2008)
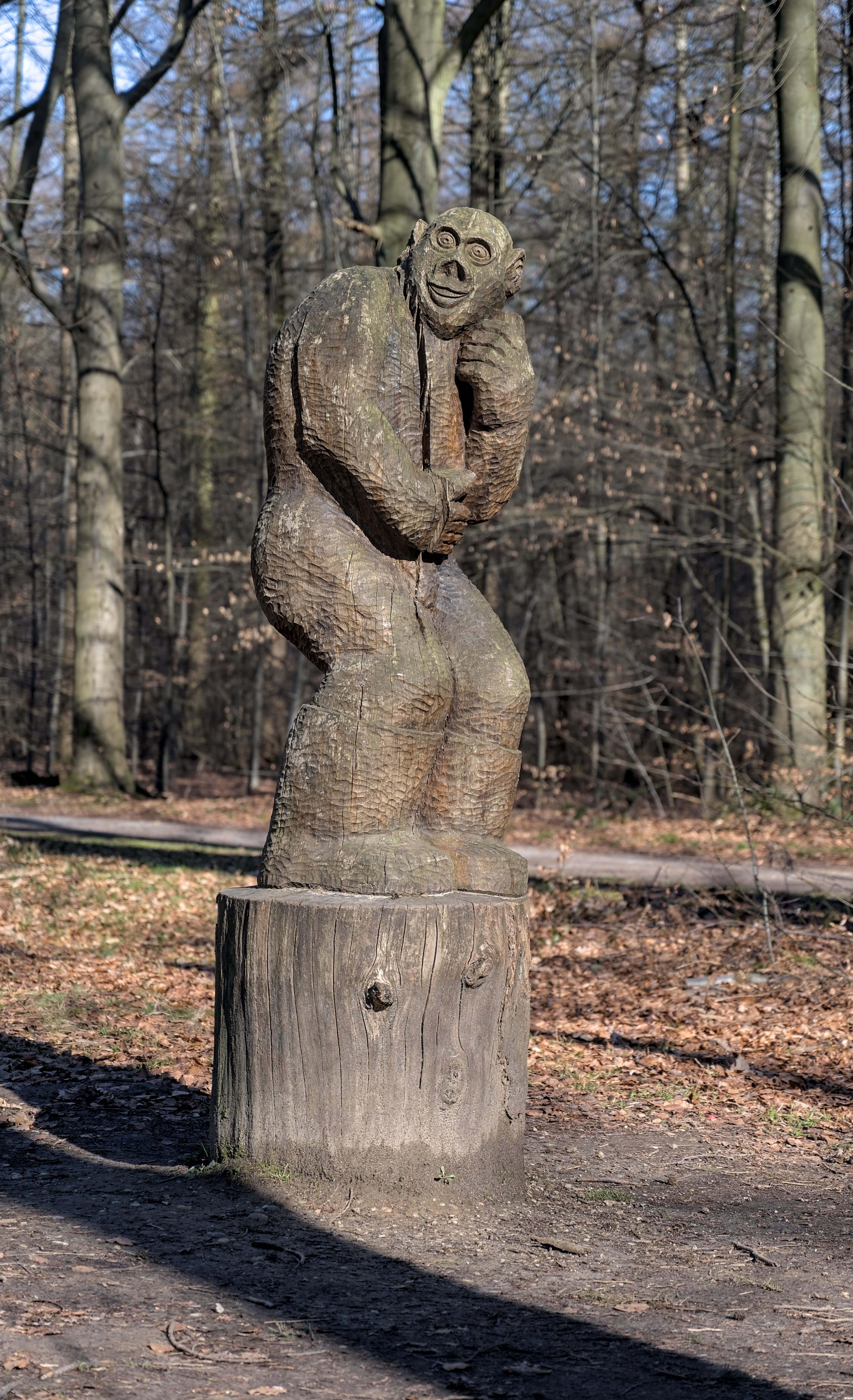
De Neanderthaler (2008)

### De volgende beelden liggen in de buurt van het pad
- Nico (2009), ter nagedachtenis aan de 22-jarige motorrijder Nico Devroye die in 2009 het leven liet op de Naamsesteenweg in Blanden. De stijl van dit beeld is bewust abstract en sereen gehouden.[7]
- Don Bosco in Oud-Heverlee

## Lijst van overige tentoongestelde werken

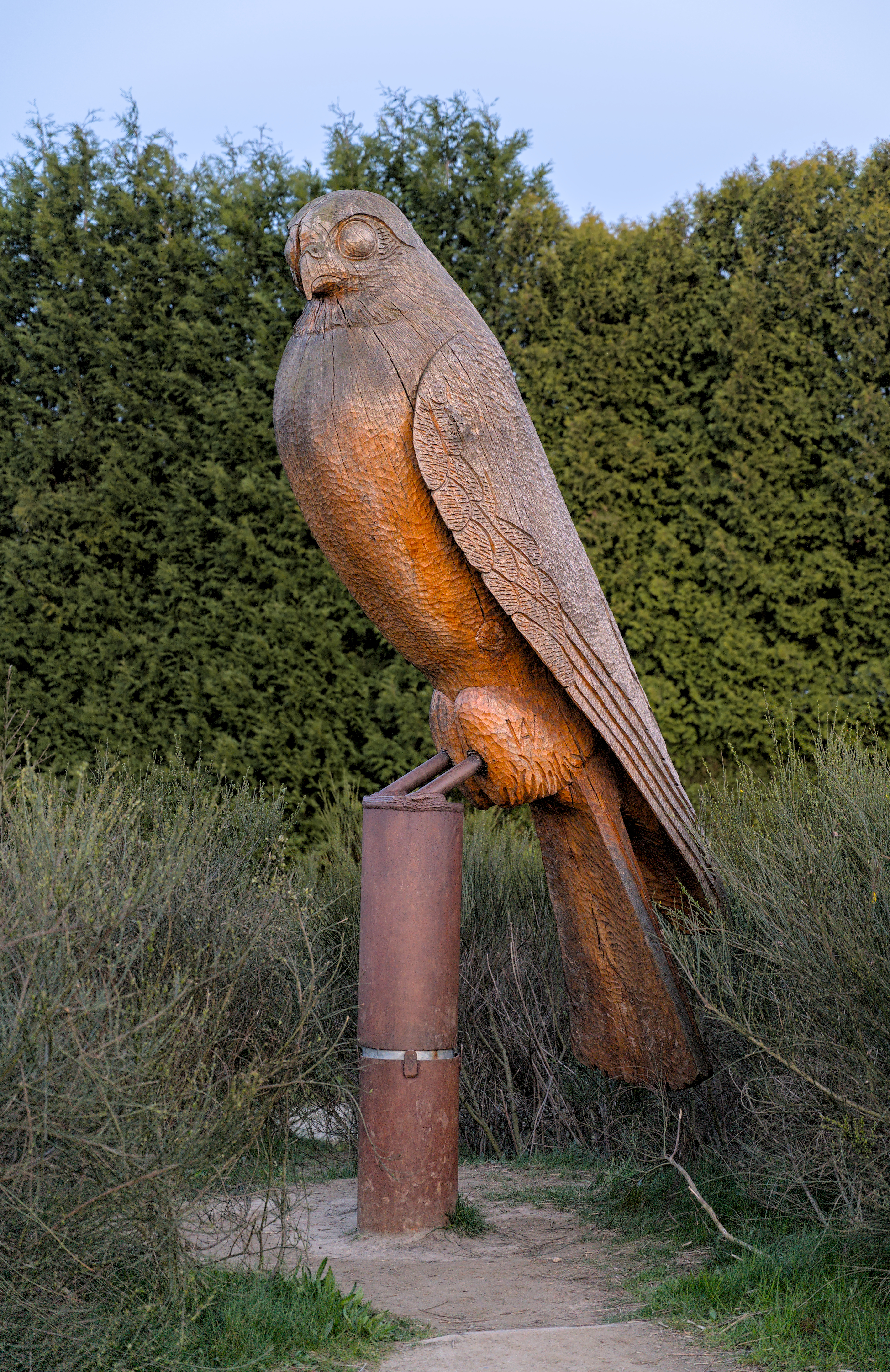
Torenvalk

- De Pootefretter (1999), bronzen beeld geschonken aan Haasrode door de Landelijke Gilde, waarvoor de Haasrodenaar Julien Lemmens model stond.[8] Dit staat bij de Gemeentelijke Basisschool in Haasrode[9][10]
- Manuel (2007), het blokkenmannetje in de Blokkenstraat, Oud-Heverlee. Samenwerking tussen bewoners en Ad Wouters. Vernoemd naar Manuel Devroey, voormalig burgemeester van Oud-Heverlee.[11]
- Sint-Michiel (2009), beeld van polyester gecoat met brons, in de Sint-Michielskerk (Leuven)[12]
- De Profeet (2012), houtsnijwerk in het Stadspark van Leuven
- Jong van geest (2012), ingehuldigd op 25 mei 2012 naar aanleiding van de vijfentwintigste verjaardag van het serviceflatgebouw Ruelenspark in Heverlee. Schenking door Ad Wouters aan het OCMW. Ook dit beeld heeft een basis van polyester, maar lijkt gemaakt uit brons.[13][14]

- Aronskelk houtsculptuur in de orangerie van de Kruidtuin van Leuven
- Voor hen van toen Gedenksteen voor de vele vrijwilligers van het natuurreservaat De Doode Bemde (2011) De gebruikte blauwe steen had voordien dienstgedaan als brug voor de in 1954 afgeschafte tram Zwette Jean.[15][16][17]
- Kabouter (2014) staat in de Parkschool in Heverlee sinds mei 2014. De kinderen werden betrokken bij het maken van het beeld. Zo wordt het echt hun beeld, naast de leerrijke ervaring.[18]

Ook in de Sint-Norbertusschool in Heverlee staat er zo'n kabouter voor een van zijn andere kleinkinderen.
- Dood en Wetenschap (2016) is een sculptuur vervaardigd uit oude grafzerken. De sculptuur op het kerkhof van de stad Leuven werd gemaakt om mensen die bij overlijden hun lichaam aan de wetenschap schonken te herdenken.
- De Torenvalk (2018) Onthaalpoort De Torenvalk Meerdaalwoud ANB parking De Torenvalk Blanden